# 最強的行列
《最強的行列》（日语：最強パレパレード）是2006年11月22日發行的單曲。歌曲後來被桃色幸運草Z翻唱，收錄於聖誕限定單曲《きみゆき》，於2010年12月24日發售。

## 收錄曲
1. 最強的行列（最強パレパレード）
作詞：畑亞貴，作曲：田代智一，編曲：安藤高弘
廣播劇《涼宮春日的憂鬱 SOS團廣播支部》第二期片頭曲。
2. 作詞：畑亞貴，作曲：田村信二，編曲：近藤昭雄
3. 最強的行列（off vocal）
4. （off vocal）

## 外部連結
- 《最強的行列》 （页面存档备份，存于） - Lantis